# Lawrence (Michigan)
Pour les articles homonymes, voir Lawrence.
Lawrence est un village du comté de Van Buren, dans l'État du Michigan, aux États-Unis. En 2020, il comptait une population de 964 habitants.